# Chabab Mohammédia
O Chabab Mohammédia, conhecido como Mohammédia ou Chabab Mohammédia, é um clube de futebol marroquino fundado em 1948 na cidade de Mohammedia.

Em janeiro de 2019, o clube anunciou que o brasileiro  Rivaldo ingressou como diretor técnico e se tornaria o técnico principal do clube na temporada 2019-20.
Na temporada 2020-21 o clube volta a elite do futebol marroquino.

## Jogador Lendário
Ahmed Faras foi o primeiro jogador marroquino a ganhar a Bola de Ouro africana em 1975 e até hoje continua sendo o artilheiro do time de futebol do Marrocos com 49 gols. Ele venceu o campeonato de futebol marroquino em 1981 e foi o artilheiro do campeonato em 1969 e 1973. O atacante marroquino se aposentou em 1982, tendo passado um total de 17 anos no Sporting Club Chabab Mohammedia .
Com 45 gols pela seleção marroquina, ele é o artilheiro da seleção.

## Títulos
| NACIONAIS | NACIONAIS     | NACIONAIS | NACIONAIS   |
|           | Competição    | Títulos   | Temporadas  |
| --------- | ------------- | --------- | ----------- |
| Marrocos  | Botola Pro 1  | 1         | 1980.       |
| Marrocos  | Taça do Trono | 2         | 1972, 1975. |
| Marrocos  | Botola 2      | 1         | 2019-20.    |
| Marrocos  | Botola 3      | 1         | 2018-19.    |

## Estatística
| Competição  | Temporadas | Melhor campanha          | Primeira participação | Última participação | A | R |
| ----------- | --- | ------------------------ | --------------------- | ------------------- | - | - |
| Botola 1    | 1962, 1963, 1964, 1965, 1966, 1967, 1968, 1969, 1970, 1971, 1972, 1973, 1974, 1975, 1976, 1977, 1978, 1979, 1980, 1981, 1982, 1983, 1984, 1994, 1995, 1996, 1997, 1998, 1999, 2000, 2001, 2003, 2004, 2005, 2006, 2009, 2021. | Campeão (1979-80)        | 1961-62               | 2008-09             | - | 4 |
| Botola 2    | 1961, 1985, 1986, 1987, 1988, 1989, 1990, 1991, 1992, 1993, 2002, 2007, 2008, 2010, 2011, 2020. | Campeão (2019-20)        | ?                     | 2019-20             | 4 | 1 |
| Botola 3    | 2012, 2013, 2014, 2015, 2016, 2017, 2019. | Campeão (2018-19)        | 2011-12               | 2018-19             | 1 | 0 |
| Copa da CAF | (1997) | Oitavas de finais (1997) |                       |                     |   |   |